# Маркес, Висенте
Висенте Маркес Гонсалес (кат. Vicente Marquès González; род. 5 апреля 1962) — андоррский футболист, а затем тренер. Возглавляет клуб «УЭ Санта-Колома».
Являлся главным тренером клубов «Ранжерс», «Санта-Колома» и «Лузитанс». Маркес как тренер пять раз становился чемпионом Андорры, один раз побеждал в Кубке Андорры и дважды в Суперкубке.

## Биография

### Карьера игрока
В июле 1997 года провёл 1 матч за андоррский клуб «Принсипат» в первом квалификационном раунде Кубка УЕФА против шотландского «Данди Юнайтед» (0:8). Эта игра стала первой для команд из Андорры в еврокубках. По сумме двух игр андоррцы уступили со счётом (0:17).

### Тренерская карьера

#### «Ранжерс»
В июне 2005 года Висенте Маркес являлся тренером клуба «Ранжерс», который выступал в первом раунде Кубка Интертото. В первом матче против австрийского «Штурм» команда Маркеса сыграла вничью (1:1). Эта ничья стала первым добытым очком в истории выступлений андоррских команд в еврокубках. В ответной встрече «Штурм» выиграл со счётом (0:5) и прошёл в следующий раунд. В сезоне 2005/06 «Ранжерс» впервые стал чемпионом Андорры и финалистом Кубка Андорры. В первом раунде Кубка УЕФА клуб уступил боснийскому «Сараево» с общим счётом (5:0).

#### «Санта-Колома»
В 2007 году Висенте Маркес был назначен главным тренером «Санта-Коломы». Команда участвовала в первом раунде квалификации Кубка УЕФА 2007/08 и «Санта-Колома» неожиданно обыграла «Маккаби» из Тель-Авива (1:0) на своем поле, мяч забил Жули Фернандес. Эта победа стала первой для команд из Андорры в европейских соревнованиях. В гостях андоррцы проиграли (0:4) и вылетели из турнира. 16 сентября 2007 года в поединке Суперкубка «Санта-Колома» выиграла у «Ранжерса» (1:0). В Примера Дивизио 2007/08 клуб стал победителем, а в Кубке выбыл в полуфинале.
Летом 2008 года «Санта-Колома» дебютировала в квалификации Лиги чемпионов, в первом квалификационном раунде против литовского «Каунаса» и уступила по сумме двух матчей со счётом (2:7). 14 сентября 2008 года в игре Суперкубка команда обыграла «Сан-Жулию» (3:0). Сезон 2008/09 завершился для «Санта-Колома» серебряными медалями первенства, команда отстала всего на 2 очка от «Сан-Жулии». В Кубке «Санта-Колома» победила «Лузитанс» с разгромным счётом (6:1). В июле 2009 года команда участвовала во втором квалификационном раунде Лиги Европы и уступила по сумме двух матчей швейцарскому «Базелю» (7:1). В матче за Суперкубок Андорры 2009 «Санта-Колома» уступила «Сан-Жулии» (2:1). В сезоне 2009/10 клуб стал победителем чемпионата, однако в Кубке Андорры команда выбыла на стадии 1/4 финала.

#### «Лузитанс»
Летом 2010 года возглавил «Лузитанс». Маркес руководил командой в её первом выступлении в еврокубках, в первом раунде Лиги Европы против македонского клуба «Работнички». По сумме двух встреч андоррцы уступили со счётом (0:11). В сезоне 2010/11 команда стала бронзовым призёром чемпионата, а в Кубке дошла до полуфинала. В первом квалификационном раунде Лиги Европы 2011/12 «Лузитанс» уступил хорватскому «Вараждину» с общим счётом (1:6). Сезон 2011/12 стал успешным для команды, она выиграла чемпионат и стала финалистом Кубка Андорры, а Маркес был признан лучшим тренером сезона в Андорре.
В июле 2012 года «Лузитанс» участвовал в первом квалификационном раунде Лиги чемпионов против мальтийской «Валлетты» и уступил с общим счётом (0:9). «Лузитанс» также стал обладателем Суперкубка Андорры 2012, выиграв у «Санта-Коломы» (2:1). В следующем сезоне 2012/13 команда вновь выиграла чемпионат, а в Кубке выбыла в 1/2 финала. Летом 2013 года покинул команду, после чего её возглавил испанский специалист Карлос Санчес.
В 2014 году играл за команду «Андорра Ветеранс».
В 2016 году возглавил «Энкам», а через год — «УЭ Санта-Колома».

## Достижения
«Ранжерс»
- Чемпион Андорры (1): 2005/06
- Финалист Кубка Андорры (1): 2006

«Санта-Колома»
- Чемпион Андорры (2): 2007/08, 2009/10
- Серебряный призёр чемпионата Андорры (1) 2008/09
- Обладатель Кубка Андорры (1): 2009
- Обладатель Суперкубка Андорры (1): 2007

«Лузитанс»
- Чемпион Андорры (2): 2011/12, 2012/13
- Бронзовый призёр чемпионата Андорры (1): 2010/11
- Финалист Кубка Андорры (1): 2012
- Обладатель Суперкубка Андорры (1): 2012